# Предмост
Предмост (словен. Predmost) — поселення в общині Гореня вас-Поляне, Горенський регіон, Словенія. Висота над рівнем моря: 391,3 м.